# Doctor Manuel Belgrano (departement)
Doctor Manuel Belgrano is een departement in de Argentijnse provincie Jujuy. Het departement (Spaans:  departamento) heeft een oppervlakte van 1.917 km² en telt 278.336 inwoners.

## Plaatsen in departement Doctor Manuel Belgrano
- Alto Comedero
- Corral de Piedra
- Guerrero
- Jaire
- La Almona
- La Cuesta
- Leon
- Los Nogales
- Lozano
- Ocloyas
- San Pablo de Reyes
- San Salvador de Jujuy
- Tilquiza
- Tiraxi
- Villa Jardin de Reyes
- Yala